# سعد بن لادن
سعد بن أسامة بن محمد بن لادن (1979–2009)  أحد أبناء أسامة بن لادن زعيم تنظيم القاعدة. تبع خطى والده ليحتل مكانة داخل تنظيم القاعدة، حيث كان يجري إعداده ليكون خليفته. ذكرت تقارير أنه قتل في غارة طائرة بدون طيار أمريكية في عام 2009.

## حياته
رافق سعد والده وإخوته إلى السودان 1991–1996، ثم إلى أفغانستان بعد ذلك. وكان يُعتقد أنه متزوج من امرأة من اليمن. بعد أحداث 11 سبتمبر، فر سعد إلى إيران واعتقل في وقت لاحق وتم وضعه تحت الإقامة الجبرية من قبل السلطات الإيرانية. وذكرت إيران أن عددا من قادة تنظيم القاعدة وأعضائه كانوا في عهدتهم.
ويعتقد أن سعدًا متورطٌ في تفجير معبد يهودي في تونس في 11 أبريل 2002، الذي أسفر عن مقتل 19 شخصاً. و في يناير 2009 أكد مسؤولون في المخابرات الأمريكية أن سعد لم يعد محتجزاً في السجن الإيراني ورجحت أنه يختبئ في باكستان. وقد كشفت رسائل متبادلة بين سعد وشقيقه خالد بن لادن أنه هرب من السجن الإيراني إلى باكستان، في حين أن العديد من أقاربه كانوا لا يزالون محتجزين.